# Václav Pilát
Václav Pilát (14. března 1889 Ploskovice – 24. března 1979 Tábor) byl český stíhací pilot sloužící za první světové války ve francouzském letectvu. Během války mu byl uznán 1 sestřel nepřátelského upoutaného balónu a 2 neověřené sestřely.

## Život
Na počátku první světové války sloužil Václav Pilát nejprve jako pěšák ve francouzské armádě. Během zdravotní dovolené po těžkém zranění absolvoval pilotní výcvik, jenž ukončil v březnu 1916 v Pau. Od května už létal nad frontou jako průzkumník u jednotky C 104. Poté byl přeložen ke stíhačům a v květnu 1917 sestřelil německý upoutaný balón. 4. července byl ve vzdušném souboji raněn a následující dva měsíce strávil v nemocnici. Později byl převelen k jednotce SPA 124, kde létal na letounech SPAD S.VII a SPAD S.XIII. Za dobu své služby u Francouzského letectva byl několikrát citován v armádních rozkazech a třikrát vyznamenán, z toho jednou nejvyšším vyznamenáním, které mohl francouzský voják získat – Médaille militaire.
Zemřel roku 1979 v Táboře. Pohřben byl v rodinné hrobce v Býčkovicích.